# La diagonale du fou
La diagonale du fou é um filme franco-suíço de 1984, do gênero drama, dirigido por Richard Dembo.

## Sinopse
Durante um importante campeonato de xadrez em Genebra, dois grandes mestres soviéticos disputam o título de campeão do mundo. Um deles é o jovem Pavius Fromm, um lituano exilado, que enfrenta o campeão mundial Akiva Liebskird, um judeu.

## Elenco
- Michel Piccoli .... Akiva Liebskind
- Alexandre Arbatt .... Pavius Fromm
- Liv Ullmann .... Marina Fromm
- Leslie Caron .... Henia Liebskind
- Wojciech Pszoniak .... Felton, da equipe de Fromm
- Jean-Hugues Anglade .... Miller, da equipe de Fromm
- Daniel Olbrychski .... Tac-Tac, da equipe de Liebskind
- Hubert Saint-Macary .... Foldes
- Michel Aumont .... Kerossian, da equipe de Liebskind
- Pierre Michaël .... Yachvili
- Serge Avedikian .... Fadenko
- Pierre Vial .... Anton Heller
- Bernhard Wicki .... Puhl
- Jacques Boudet .... Stuffli
- Benoît Régent .... Barabal

## Principais prêmios e indicações
Oscar 1985 (EUA)
- Venceu na categoria de melhor filme estrangeiro (pela Suíça)

Prêmio César 1985 (França)
- Venceu na categoria de melhor obra de estréia (Richard Dembo).
- Indicado nas categorias de melhor ator (Michel Piccoli) e ator mais promissor (Benoît Régent).

Globo de Ouro 1985 (EUA)
- Indicado na categoria de melhor filme estrangeiro (Suíça).

Acedémie Nationale du Cinéma 1984 (França)
- Richard Dembo recebeu o prêmio da academia.